# 五山乡 (弥勒市)
五山乡，是中华人民共和国云南省红河哈尼族彝族自治州弥勒市下辖的一个乡镇级行政单位。

## 行政区划
五山乡下辖以下地区：
四家村、牛平村、乌衣村、箐口村、觅利村、石头寨村、则居村和舍姑村。